# 1983年のラジオ (日本)
1983年のラジオ (日本)では、1983年の日本のラジオ番組、その他ラジオ界の動向について記す。

## 主なその他ラジオ関連の出来事
- 2月26日 - NHK-FM放送、沖縄放送局に全国向け放送用のステレオPCMデジタル回線が導入。これにより、同局のエリア内にて、全国放送がステレオで聴ける様になる[1]。
- 3月24日 - NHK放送センター（東京）のラジオ第2放送の送信所が、川口市の鳩ヶ谷から、ラジオ第1と同じ菖蒲久喜に移転。同時に出力を300kWから500kWに増力する[2]。

## 開局
- 4月1日 - 静岡エフエム放送

## 特別番組

### 7月放送
- 1日 - 2日
  - ラジオ大阪明日への挑戦（ラジオ大阪）[3]
- 30日 - 31日
  - ふれあい30年（西日本放送）[3][4]

### 8月放送
- 6日 - 7日
  - いつもあなたと こどもたちは今（新潟放送）[5]

## 開始番組

### 1983年2月放送開始
中部日本放送
- 5日 - アニメステーション

### 1983年4月放送開始
NHK-FM放送
- 10日 - FMホットライン
- 12日 - 歌謡スペシャル

STVラジオ
- 9日
  - オハヨー!土曜日
  - ウイークエンドバラエティ 日高晤郎ショー
- 11日 - ドライビングパートナー・ラジオスクランブル[6]
- 開始日不明 - 林家しん平のアタックヤング

秋田放送
- 開始日不明 - まっぴる御免!歌謡りくうえすと[6]

東北放送
- 開始日不明 - ラジオはAM翔んでけ電波

東京放送
- 5日 - 体験ラジオAチャンネル[6]
- 11日 - 若山弦蔵の東京ダイヤル954
- 12日 - NISSANミッドナイトステーション そこのけ!電リク60分
- 開始日不明 - オレンジロード やさしく走ろう60分

文化放送
- 4日
  - ワールドホットライン
  - ここが聞きたい
  - 大野勢太郎のおはようラジオ1134
  - シュガーのFREE&FREE魔法の時間
  - 美保純のほのぼのピンク
- 10日 - 女の子専科 トマトタイム

ニッポン放送
- 10日 - 川島なお美 恋のサウンドグラフィティ[7]
- 12日 - 高橋幸宏のオールナイトニッポン
- 開始日不明 - 古手川祐子 おチャメな旅行カバン

ラジオ日本
- 4日 - サウンドプロセッサー

静岡放送
- 開始日不明 - 井手孝の土曜はごきげん

岐阜放送
- 4日 - ナイトスクランブル 〜いそげ!ダイヤル1431〜

朝日放送
- 開始日不明
  - お昼ですABC! エキスタ一本勝負[6]
  - ジャストポンニュース

大阪放送
- 4日 - POP STATION KISS[6]'

西日本放送
- 開始日不明 - ふれあいスタジオ The Mandegun

九州朝日放送
- 開始日不明 - 輝け! 全日本歌謡ランキング

ラジオたんぱ
- 1日 - ニュースTODAY
- 7日 - SUPER WAVE NETWORK
- 開始日不明 - ビッグファイトサタデー

エフエム静岡
- 開始日不明
  - モーニングワイド
  - 昼のミュージックフェア
  - FMサウンド・インテリア

民放AM各局
- 開始日不明 - こんにちは青空たのしです

ラジオたんぱ
- 開始日不明 - 日本全国ヤロメロどん!

### 1983年5月放送開始
ニッポン放送
- 2日
  - ヤングパラダイス[6]
  - 薬師丸ひろ子 ひろ子探偵局
  - 武田久美子 パイオニア・サウンド・ハイスクール[7]
- 7日 - 明石家さんまのラジオが来たゾ!東京めぐりブンブン大放送

九州朝日放送
- 30日 - PAO〜N ぼくらラジオ異星人

### 1983年6月放送開始
秋田放送
- 開始日不明 - ポップ・ステップ・ジャズ

ニッポン放送
- 4日
  - 永井一郎の起きたら土曜日 今朝も元気だ!ラジオがうまい
  - チエちゃん・二郎サンの歌謡ビッグサタデー

### 1983年9月放送開始
東海ラジオ放送
- 1日 - とびっきりNiGHT[6]

### 1983年10月放送開始
NHKラジオ第1放送
- 3日 - 連続ラジオ小説
- 8日
  - 音楽の窓
  - ピアノのある部屋

北海道放送
- 10日 - Missキャンパス 夜をまるかじり

岩手放送
- 8日 - ジャスト・ジャズ・タイム

山形放送
- 17日 - ミュージックブランチ

東京放送
- 3日 - 大沢悠里のがんばってますかー!昼はまるごと歌謡曲
- 4日 - NISSANミッドナイトステーション ザ・欽グルスショー
- 10日
  - 浜美枝のいい人みつけた
  - エド山口のまんてんワイド[6]
- 11日 - 今夜もセレナーデ[6]
- 開始日不明
  - ハローワールド
  - ハロー・スカイ・バード
  - サウンドスケッチ

文化放送
- 3日 - 世相ホットライン ハイ!竹村健一です
- 4日 - ハッとミラクル!!アイドルナイター
- 8日 - せんだみつおのサタデー歌謡ベストテン
- 9日
  - ハウスウキウキサンデー 奈保子でスタート
  - FREE STATION 1134
  - ワニマガジンアクションスタジオ 風見慎吾のみんな笑っちゃいます

ニッポン放送
- 3日 - 原田知世 星空愛ランド
- 4日 - 白井貴子のオールナイトニッポン
- 7日 - 鴻上尚史のオールナイトニッポン
- 10日
  - まるのみヤングバーガー
  - もてもてスクランブルBEGIN the OJIN[6]
- 12日 - 週刊ラジオアニメディア だんぜん!アニメNo.1
- 15日
  - 学園バラエティー パンツの穴
  - 愛にくちづけ
- 開始日不明
  - お早ようふれあいランナーズ
  - 長島・王「友情」
  - Ringo's Yellow Sub-marine

朝日放送
- 10日
  - 鏡宏一 ABCナイトQ[6]
  - もうすぐ夜明けABC[6]

毎日放送
- 10日
  - おはようMBS
  - でんわ大好きKYU-KAN-CHO
- 14日 - それゆけ!
- 16日 - サトミ・ヒトミ・ユキコの何かいいことないか仔猫ちゃん[7]

ラジオ大阪
- 開始日不明
  - スポーツ気分でGO GO
  - 愛のストーリー

ラジオ関西
- 3日 - 三上公也の朝は恋人

宮崎放送
- 3日 - アンクルマイクとナンシーさん

四国放送
- 開始日不明 - いちスタから今晩は

エフエム東京
- 開始日不明 - ライブイン'83

ラジオたんぱ
- 開始日不明 - ASIAN EXPRESS

### 1983年12月放送開始
エフエム仙台
- 開始日不明 - ジャズ・ナイト

### 開始日不明
文化放送
- ダイハツ 朝のドライブミニマップ

エフエム福岡
- ミュージック・サロン

## 終了番組

### 1983年9月放送終了
NHKラジオ第1
- 28日 - ラジオSFコーナー

極東放送
- 終了日不明 - KHRウィークエンド・ナイター